# جوسيف هوفمان
جوسيف هوفمان (بالبولندية: Józef Hofmann)‏ (بالإنجليزية: Josef Hofmann)‏ هو عازف بيانو وكاتب سيناريو وملحن أمريكي وبولندي، ولد في 20 يناير 1876 في كراكوف في بولندا، وتوفي في 16 فبراير 1957 في لوس أنجلوس في الولايات المتحدة.

## وصلات خارجية
- جوسيف هوفمان على موقع الموسوعة البريطانية (الإنجليزية)
- جوسيف هوفمان على موقع ميوزك برينز (الإنجليزية)
- جوسيف هوفمان على موقع أول ميوزيك (الإنجليزية)
- جوسيف هوفمان على موقع ديسكوغز (الإنجليزية)